# Psiloderces fredstonei
Psiloderces fredstonei is een spinnensoort uit de familie Psilodercidae. De soort komt voor in Thailand.